# Sandvikens AIK
Sandvikens AIK, Sandvikens allmänna idrottsklubb, SAIK, är en idrottsförening i Sandviken i Sverige. Klubben bildades den 16 mars 1901 och hette då IK Stjärnan. Namnet ändrades till Sandvikens AIK 1906. Klubben är mest känd för sina framgångar inom bandy, både på herrsidan och damsidan men bedrev från början främst fotboll. Man hade en del framgång under 1950-talet då man spelade i Allsvenskan för herrar. 1940 blev brottnings- och boxningssektionerna egna klubbar. 1958 blev Sandvikens AIK svenska juniormästare i både fotboll, bandy och handboll. Fem av spelare spelade i alla tre lagen.
1988 blev Sandvikens AIK en alliansklubb med fyra delar:
- Sandvikens AIK Bandy samt Sandvikens AIK Dambandy
- Sandvikens AIK Bowling
- Sandvikens AIK Fotboll
- Sandvikens AIK Innebandy

### Fotnoter
1. ↑  Martin Alsiö (26 februari 2004). ”De allsvenska klubbarnas födelsedagar”. Bolletinen. http://www.bolletinen.se/sfs/allsvenskan/grundades.pdf. Läst 10 oktober 2011.
2. ↑  ”Arkiverade kopian”. Arkiverad från originalet den 10 december 2013. https://web.archive.org/web/20131210082611/http://vastrasidan.se/web/sandvikens-aik/. Läst 1 maj 2013.